# Ulrich Wetzel – Der Ermittlungsrichter
Ulrich Wetzel – Der Ermittlungsrichter ist eine deutsche Fernsehserie des Fernsehsenders RTL, die viele Entscheidungen des Strafrichters Ulrich Wetzel und der Staatsanwältin Funda Bıçakoğlu im Bereich des Strafrechts beinhaltet, dabei sind sämtliche Szenarien fiktiv und fallen daher unter das Genre „Scripted Reality“.

## Geschichte
Nachdem Ulrich Wetzel bereits in Gerichtsshows, wie „Ulrich Wetzel – Das Strafgericht“ oder „Ulrich Wetzel – Das Jugendgericht“ als Darsteller des Vorsitzenden des Gerichtssaals mitgewirkt hat, haben die Dreharbeiten im Jahr 2024 für „Ulrich Wetzel – Der Ermittlungsrichter“ begonnen. In der Rolle eines Ermittlungsrichters wirkt Ulrich Wetzel nun als ein anderer Amtsträger mit und übernimmt daher andere Aufgaben bezüglich der Untersuchung von Straftaten. Seit der Erstausstrahlung auf dem Fernsehsender RTL+ Premium am 13. September 2024 und auf dem Fernsehsender RTL am 16. September 2024, zählt 1 Staffel mit 57 Episoden (Stand 6. April 2025) zur TV-Serie.

## Handlung
Der Strafrichter Ulrich Wetzel übernimmt gemeinsam mit der Staatsanwältin Funda Bıçakoğlu in der TV-Serie die Aufgabe, das Schicksal von Beschuldigten noch vor einem Gerichtsverfahren zu bestimmen. Dabei werden fiktive Kriminalfälle und Polizeieinsätze präsentiert.

## Episodenliste
| Episodennummer | Titel | Erstausstrahlung   |
| -------------- | --- | ------------------ |
| 1              | Wer hat Frau mit Jugendwahn im Fitnessstudio gewürgt?                                                               | 16. September 2024 |
| 2              | 17-Jährige spurlos verschwunden – Geriet sie in die Fänge eines Loverboys?                                          | 17. September 2024 |
| 3              | Gefährliche Attacke auf abgelegenem Parkplatz                                                                       | 18. September 2024 |
| 4              | Heiße Spur nach 6 Jahren – Ist guter Bekannter ein Frauenmörder?                                                    | 19. September 2024 |
| 5              | Hat seltsame Untermieterin korpulente Vermieterin mit Elektroschocker niedergestreckt?                              | 20. September 2024 |
| 6              | Selbstverliebter Frauenheld am Grab seiner Mutter brutal niedergeschlagen                                           | 23. September 2024 |
| 7              | Wer hat attraktiven Erzieher zwei Tage weggesperrt?                                                                 | 24. September 2024 |
| 8              | Als Croissant im Nichts geparkt – Wer entführte dominante Bäckersfrau?                                              | 25. September 2024 |
| 9              | Führte zuverlässiger Familienvater ein Doppelleben?                                                                 | 26. September 2024 |
| 10             | Dramatischer Überfall! Wer stellte Mittdreißigerin auf dem Heimweg nach?                                            | 27. September 2024 |
| 11             | Wer kettete übergriffigen Supermarktleiter in Einkaufswagen fest?                                                   | 30. September 2024 |
| 12             | Angriff auf sexy Bunny – Wollte Karaokebarbesitzer junge Mutter töten, weil sie ihn zurückwies?                     | 01. Oktober 2024   |
| 13             | Überfall im Klunker-Paradies – Wer attackierte dubiosen Pfandleiher?                                                | 02. Oktober 2024   |
| 14             | Unschuldiger Teenager auf offener Straße niedergestochen                                                            | 04. Oktober 2024   |
| 15             | Hilflos in Hundetransportbox! Wer blamierte streitsüchtigen Tiertrainer?                                            | 07. Oktober 2024   |
| 16             | Skrupelloser Skalpellangriff – Attackierte cholerischer Patient seinen Zahnarzt                                     | 08. Oktober 2024   |
| 17             | Auszubildende in Panik – Wieso greift ihr Chef sie an?                                                              | 09. Oktober 2024   |
| 18             | Metertiefer Sturz ins Unglück – Wer zog Fensterputzer kaltblütig die Leiter unter den Füßen weg?                    | 10. Oktober 2024   |
| 19             | Attraktive Krankenschwester ungebremst angefahren – Unfall oder Absicht?                                            | 11. Oktober 2024   |
| 20             | Mysteriöse Fensterbotschaft – wer wollte unbescholtene Putzfrau töten?                                              | 14. Oktober 2024   |
| 21             | Autounfall oder Mordversuch? Gastwirt in Gefahr                                                                     | 15. Oktober 2024   |
| 22             | Wohlhabende Eltern nach Einbruch unter Schock: Wurde Tochter an 17. Geburtstag entführt?                            | 16. Oktober 2024   |
| 23             | Dachziegelanschlag auf beliebten Postboten! Wer spionierte ihn aus und wollte ihm schaden?                          | 17. Oktober 2024   |
| 24             | Angriff auf Scheidungsparty – Wer stieß Frischgeschiedene vom Balkon?                                               | 18. Oktober 2024   |
| 25             | Schüsse aus dem Hinterhalt – Wer trachtet 19-jährigem Möchtegern-Sheriff nach dem Leben?                            | 21. Oktober 2024   |
| 26             | Mysteriöser Vermisstenfall! Was geschah im Haus eines biederen Ex-Beamten                                           | 22. Oktober 2024   |
| 27             | Alptraum in weiß! Hat eifersüchtige Braut ihren Verlobten angefahren?                                               | 23. Oktober 2024   |
| 28             | Frittenfett trifft Frischwäsche – Legte verhärmte Wäscherei-Inhaberin im Imbiss Feuer?                              | 24. Oktober 2024   |
| 29             | Zerhämmert – Wer hat Haus von Home-Deko-Queen zerstört?                                                             | 25. Oktober 2024   |
| 30             | Gefährliche Kollegen – Teambuildingmaßnahme mitten im Wald endet beinahe tödlich                                    | 28. Oktober 2024   |
| 31             | Allseits beliebter Lehrer überraschend mit Steinschleuder niedergestreckt!                                          | 29. Oktober 2024   |
| 32             | Brandheiße Babyparty – Zündete werdender Zwillingsvater den Kinderwagen an?                                         | 30. Oktober 2024   |
| 33             | Fuhr hitzköpfiger Rentner absichtlich seine motorradfahrende Nachbarin an?                                          | 31. Oktober 2024   |
| 34             | Taucher unter Beschuss! Wer wollte verwitweten Familienvater töten?                                                 | 01. November 2024  |
| 35             | Bademeister fast ertrunken – Geriet er im Schwimmbad an die Falsche?                                                | 04. November 2024  |
| 36             | Farbbeutel Attentat auf goldener Hochzeit                                                                           | 05. November 2024  |
| 37             | Heimtückischer Angriff auf attraktiven Tierarzt! Wer hat Frauenschwarm mit Betäubungsgewehr niedergeschossen?       | 06. November 2024  |
| 38             | Blutige Warnung – Warum hat sich angeschossener Mann in Tankstelle geschleppt?                                      | 07. November 2024  |
| 39             | Brutale Attacke – Wer stieß penible Politesse in Müllcontainer?                                                     | 08. November 2024  |
| 40             | Wer hat selbsternannten Flirtgott bewusstlos in brennender Garage zurückgelassen?                                   |                    |
| 41             | Hat krimineller Ex-Freund junge Mutter und ihr Baby entführt?                                                       |                    |
| 42             | Nasenbruch am Arbeitsplatz – Wer attackierte neu eingestellte Schnüfflerin?                                         |                    |
| 43             | Mittfünfzigerin liegt bewusstlos in ihrer verbarrikadierten Küche – Eskalierter Rosenkrieg zwischen Mutter und Sohn |                    |
| 44             | Tote Frau in der Badewanne – Wurde ihr die gute Beziehung zum Nachbarn zum Verhängnis??                             |                    |
| 45             | Tod im Plattenbau – Wer hat rätselhafte Obdachlose ermordet?                                                        |                    |
| 46             | Schlaftabletten zum Frühstück – Wer wollte die Kreuzfahrt eines Paares verhindern?                                  |                    |
| 47             | Hinterhältige Attacke auf frisch verheirateten Mann                                                                 |                    |
| 48             | Molotowcocktail-Anschlag in Villa – Hat sich mittelloser Gärtnerlehrling an Millionärsgattin gerächt?               |                    |
| 49             | Untreuer Gatte gefesselt und als Langohr im Park sich selbst überlassen                                             |                    |
| 50             | Techtelmechtel im Kegelclub! – Wurde Ehemann niedergestochen, weil er mit der Kegelschwester fremdging?             |                    |
| 51             | Auferstanden von den Toten – Ist ein Mordopfer der einzige Entlastungzeuge?                                         |                    |
| 52             | Samenraub im Schrebergarten                                                                                         |                    |
| 53             | Mysteriöser Überfall in Espresso-Bar! Wieso wurden beim charmanten Italiener nur Kaffeedosen gestohlen?             |                    |
| 54             | Vater in Angst – Hat seine Ex-Frau die gemeinsame Tochter entführt?                                                 |                    |

## Besetzung
| Darsteller/-in  | Fiktives Amt   |
| --------------- | -------------- |
| Ulrich Wetzel   | Strafrichter   |
| Funda Bıçakoğlu | Staatsanwältin |